# Počaply u Terezína
Počaply (deutsch Potschapl an der Elbe) ist ein Ortsteil der Stadt Terezín in Tschechien.

## Geographie
Das fünf Kilometer südöstlich von Litoměřice in 144 m. gelegene Dorf befindet sich am linken Elbufer gegenüber dem Křemín (244 m). Bis zur Stadt Terezín sind es drei Kilometer in südwestliche Richtung.
Weitere Nachbarorte sind České Kopisty im Westen, Třeboutice im Norden auf der gegenüberliegenden Elbseite, Křešice und Nučnice im Osten. Südlich liegen Nučničky und Travčice.

## Geschichte
Der 1262 erstmals erwähnte Ort ist seit 1406 in den Urbarlisten des Klosters Břevnov nachweisbar. Verwaltet wurde der Besitz vom klösterlichen Gut Hrdly. Lediglich während der Hussitenkriege hatte das Dorf andere Besitzer und kam 1525 an das Kloster zurück. In dieser Zeit erlangte Počaply durch die klösterliche Elbfähre nach Třeboutice Bedeutung. Das Kloster besaß die Fischereirechte auf der linken Elbseite.  Im Dreißigjährigen Krieg war das Dorf mehrfach Plünderungen der verschiedenen durchziehenden Truppen ausgesetzt. Seine Einwohner lebten vornehmlich von Ackerbau und Viehzucht sowie der Fischerei. 
1780 begann südwestlich von Počaply der Bau der Festung Theresienstadt und im darauffolgenden Jahr erfolgte die Umsiedlung der dort befindlichen Dörfer Deutsch Kopist und Drabschitz. 1860 erfolgte eine Flussbegradigung und der Graben unterhalb der Kirche entstand. 1880 lebten in Počaply 193 Einwohner, 1890 waren es 211.
In seiner Geschichte wurde Počaply mehrfach von Überschwemmungen der Elbe heimgesucht, so in den Jahren 1523, 1531, 1784, 1799, 1845 und zuletzt 2002. 1991 hatte der Ort 111 Einwohner. Im Jahre 2001 bestand das Dorf aus 75 Wohnhäusern, in denen 121 Menschen lebten.

## St.-Adalbert-Kirche

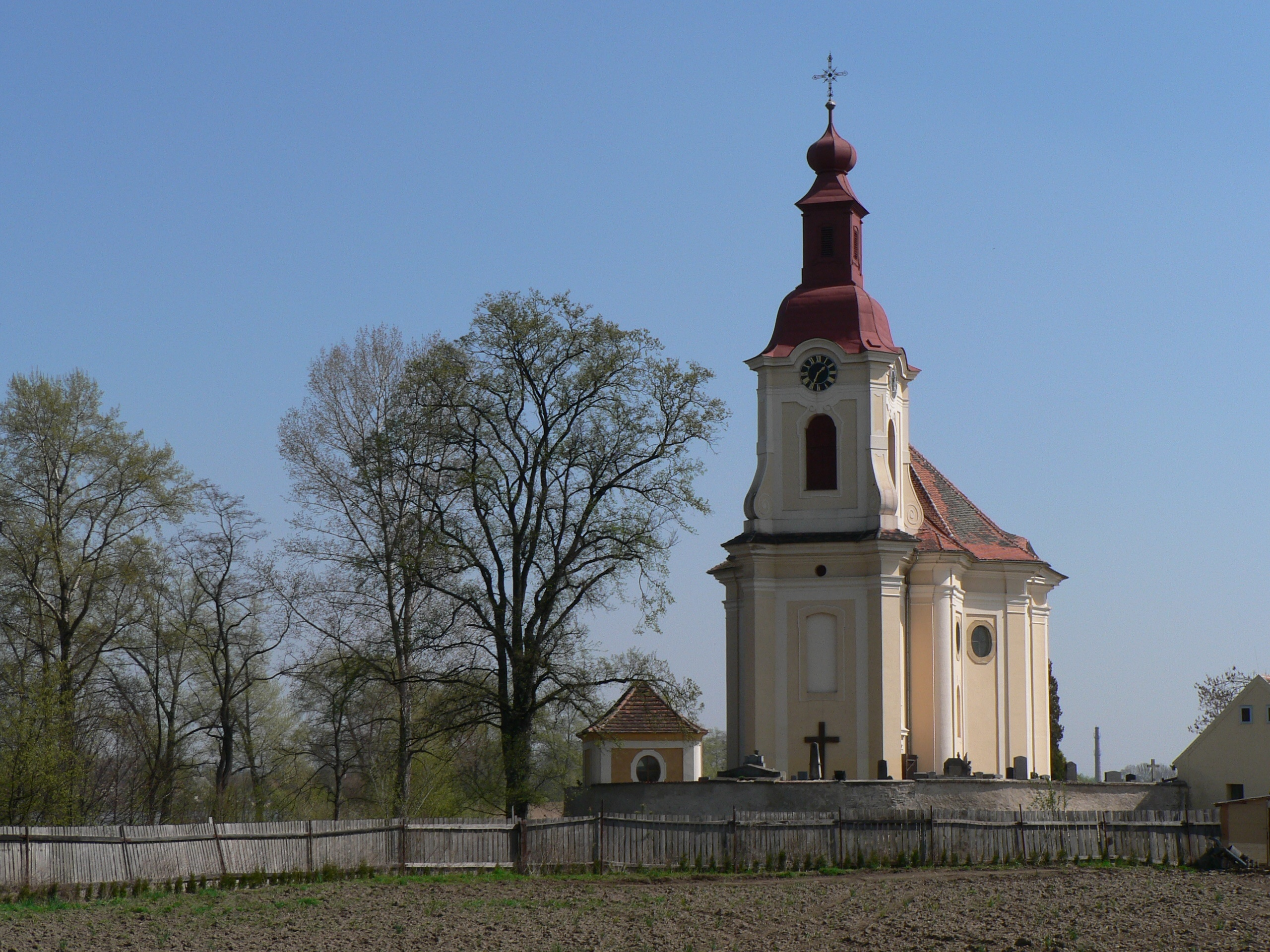
St.-Adalbert-Kirche

Die direkt an der Elbe gelegene römisch-katholische Pfarrkirche aus dem 15. Jahrhundert erhielt ihre barocke Gestalt zwischen 1724 und 1726 nach Plänen von Kilian Ignaz Dientzenhofer.